# Ratusz w Sejnach
Ratusz w Sejnach – sejneński ratusz jest budowlą murowaną, neoklasycystyczną wybudowaną w 1846. 
Budynek parterowy, trójczłonowy, zbudowany na planie wydłużonego prostokąta. Część środkowa budynku jest nieco szersza i wyższa; posiada na osi wejścia nadbudówkę piętrową zwieńczoną trójkątnym tympanonem. Po obu stronach znajdują się niewielkie skrzydła pierwotnie posiadające podcienia otwarte trzema arkadami. Obecnie siedziba Urzędu Miasta i Gminy.